# 大恒山街道
大恒山街道，是中华人民共和国黑龙江省鸡西市恒山区下辖的一个乡镇级行政单位。

## 行政区划
大恒山街道下辖以下地区：
勤俭社区、创新社区、友谊社区、高锋社区和优胜社区。